# Вирджиния-Хайлэнд

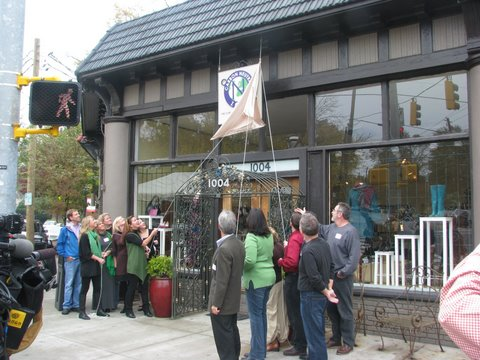
Сердца Вирджиния-Хайлэнда

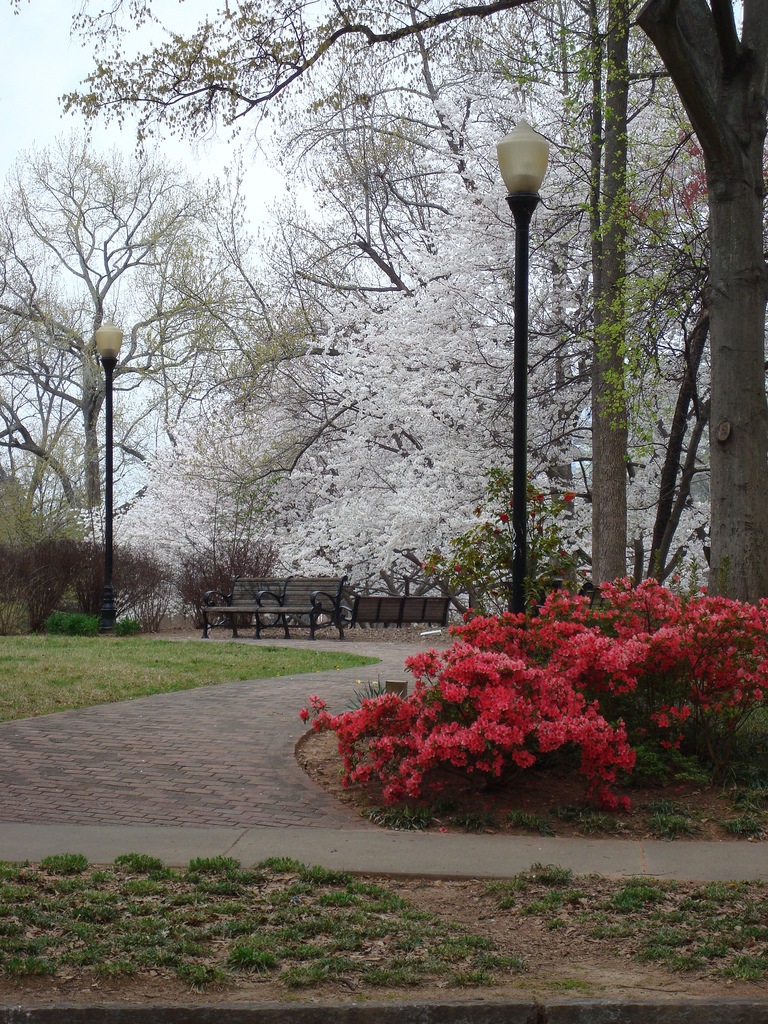
Парк Джон Хауэлл

Вирджиния-Хайлэнд (англ. Virginia-Highland) — район Атланты 5 км к северо-востоку от центра города. Известен как зелёный район со своими домами бунгало и из-за своих маленьких магазинов. Название дано из-за улиц Вирджиния (Virginia Avenue) и Хайлэнд (Highland Avenue) в сердце района.
В 2011 году Вирджиния Хайлэнд был признан «Самым лучшим районом Атланты» журналом Creative Loafing и «Самым любимым районом Атланты» журналом Atlanta Magazine.
В июне проходит фестиваль Саммерфест (Summerfest).
Кондитерская в фильме Жизнь, как она есть (Life as We Know It) — находится в Вирджиния-Хайлэнде (Belly General Store).
Президент района — Джек Уайт. Вице-президент района — Лола Карлайл.